# Misantla
Misantla är en kommunhuvudort i Mexiko.   Den ligger i kommunen Misantla och delstaten Veracruz, i den sydöstra delen av landet, 240 km öster om huvudstaden Mexico City. Misantla ligger 305 meter över havet och antalet invånare är 23 242.
Terrängen runt Misantla är kuperad, och sluttar norrut. Runt Misantla är det ganska tätbefolkat, med 124 invånare per kvadratkilometer. Misantla är det största samhället i trakten. Omgivningarna runt Misantla är en mosaik av jordbruksmark och naturlig växtlighet.